# Back in the U.S.S.R./Twist and Shout
Back in the U.S.S.R./Twist and Shout è un singolo discografico della band britannica The Beatles, pubblicato nel 1976.

## Tracce
1. Back in the U.S.S.R. – 2:45 (John Lennon e Paul McCartney)
2. Twist and Shout – 2:32 (Bert Russell e Phil Medley)

## Formazione
- George Harrison
- Paul McCartney
- Ringo Starr
- John Lennon